# JR東日本EV-E301系電聯車
EV-E301系電聯車（日语：EV-E301系電車）是一款由東日本旅客鐵道（JR東日本）主導開發，於2014年3月15日啟用的新式電聯車。

## 概要
EV-E301系是以被暱稱為「NE Train Smart電池君」（NE Train スマート電池くん）的KuMoYa E995型實驗車為基礎所開發而出的量產車型，JR東日本在其上使用了一套被稱為「蓄電池驅動電聯車系統」（蓄電池駆動電車システム）的新技術，在傳統的電力列車驅動系統上額外加裝了大容量鋰離子蓄電池與相關控制迴路，可在不同的供電來源間自由切換。配合此特色新車款被賦予「ACCUM」的暱稱，而該暱稱是取自「能源蓄集車輛」（Energy Accumulating Vehicle）的部分拼字。
除了作為一般的電聯車使用外，EV-E301系也可以行駛於非電氣化的路線上，JR東日本於2014年3月15日的班次表修改後，先投入一列兩輛編組的試產車至旗下的非電氣化路線——烏山線實際營運，並陸續量產擴增編組。以完全取代該線上使用柴油動力的KiHa 40系為目標。
2015年5月，此型電聯車獲頒鐵道友之會的桂冠獎（ローレル賞）

## 特色

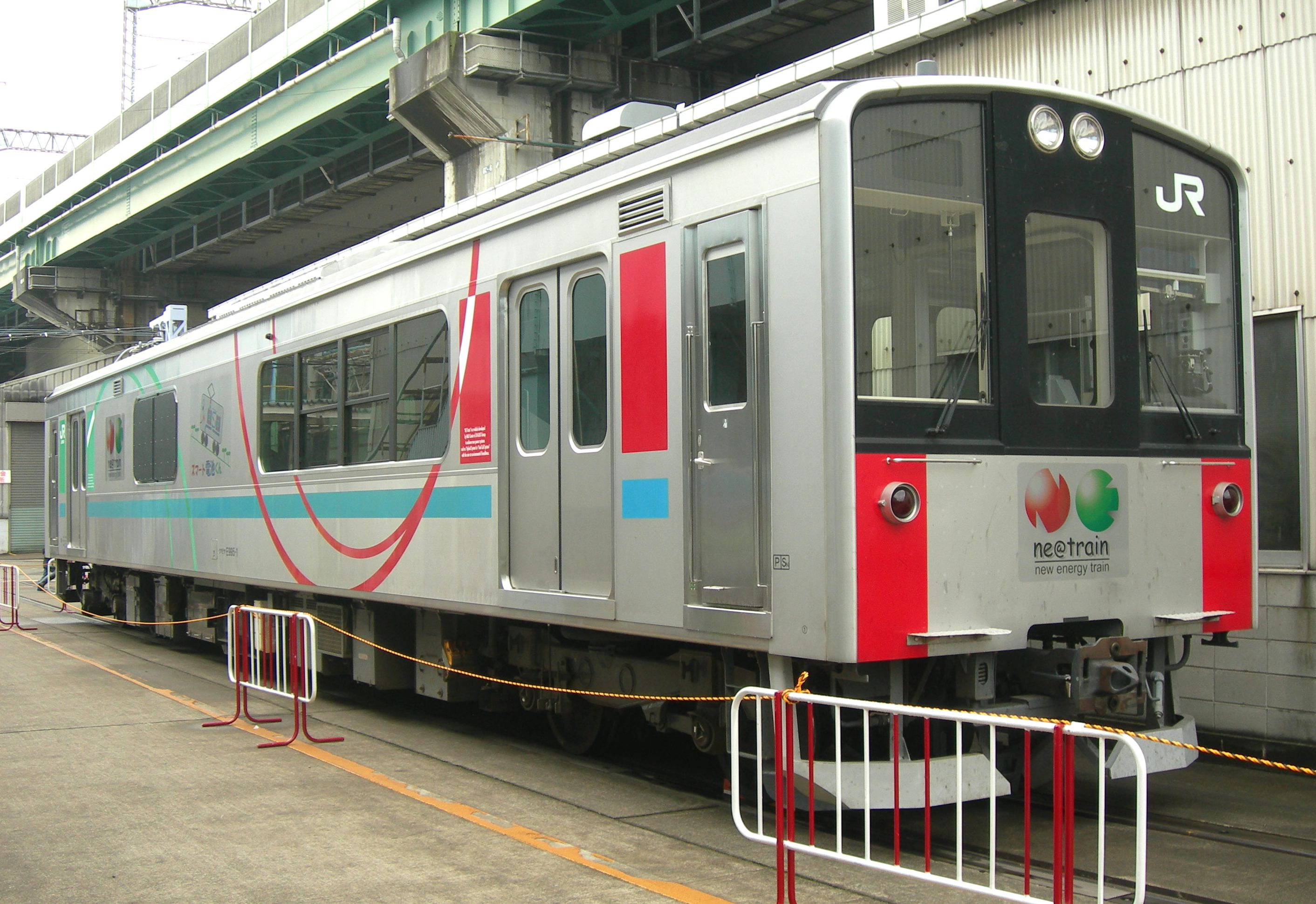
EV-E301系的開發基礎、JR東日本KuMoYa E995型「NE Train Smart電池君」。2011年時攝於大宮綜合車輛中心內。

### 車型命名
EV-E301系是JR東日本首度採用「EV」這個編號作為列車車型命名，代表「能源儲存車輛」（Energy storage Vehicle）之意。EV-E301系列實際上包括兩個車型，分別是代號「Mc」、實際車型編號EV-E301，裝有集電弓與蓄電池的電力收集車，與代號「Mc'」、車型編號EV-E300的純電池車。每個營運編組由Mc與Mc'各一輛組成，兩車廂共四個轉向架皆有驅動力。

### 運作
EV-E301系列的動力系統設計大體沿用自E995型實驗車，主要的差異點還是在原本將集電與儲電設備集中設置在同一輛車上的E995，在EV-E301車系變成分置於頭尾兩車廂。與傳統電聯車相較，EV-E301系的集電－DC/DC變壓設備，與提供驅動力的調壓調頻交流（VVVF）電動機之間，多加入了容量95千瓦小時的鋰離子蓄電池迴路。為了配合蓄電池系統較低的工作電壓（600伏特直流電），車上的電動機也更改為輸入電壓較低的600伏特版本，共2具，每具能提供95千瓦的動力輸出。外部提供的1500伏特直流電必須先經過降壓為600伏特之後，才能提供給電動馬達使用或對蓄電池充電。
在多了蓄電能力之後，相較於一般電聯車只能在設有配電線路的電氣化路線上行駛不同，EV-E301可自由在電氣化與非電氣化路段中穿梭，大幅提昇車輛調度的彈性。
在電氣化區間，EV-E301直接使用經過降壓的外部供電運行，並在電池的充電率降低時，一邊行駛一邊對大容量蓄電池充電。除此之外，EV-E301也較一般電聯車多了再生軔機（煞車回電）能力，其充電順位為再生軔機優先，外部供電次之，以避免能源的浪費。當電氣化區間的高架電纜供應電壓低落時，EV-E301也可同時使用外部電力與蓄電池電力進行助力行駛，降低了對供電穩定性的要求。
在非電氣化區間，EV-E301上的DC/DC轉換器停止運作，車輛切換至純蓄電池電力模式行駛，此時車輛僅會在煞車時回充電。但是，為了延長EV-E301在非電化區間的續航能力，JR東日本必須在非電化路線內選擇部分車站設置小規模的電氣化設備，EV-E301在進站之後可將集電弓升起利用等待發車或停站上下旅客的時間，以站內的供電進行急速充電，之後再將集電弓降下、繼續以純電池電力模式起步離站。相較於傳統電氣化路線必須同時在車站內與車站間的路軌上架設固定供電設備，只需重點式地在部分停車站供電的蓄電池驅動電聯車系統，也具有大幅降低路線建設成本與維護費用的優點。
| EV-E301系規格細節  | EV-E301系規格細節                          | EV-E301系規格細節                          | EV-E301系規格細節                            | EV-E301系規格細節                | EV-E301系規格細節 |
|                    | 營業車Mc                                   | 營業車Mc'                                  | 對照組                                       | 附註                             |                   |
| ------------------ | ------------------------------------------ | ------------------------------------------ | -------------------------------------------- | -------------------------------- | ----------------- |
| 車輛型式           | EV-E301                                    | EV-E300                                    | KiHa E200                                    |                                  |                   |
| 承載量（人）       | 134（51）                                  | 131（48）                                  | 117（46）                                    | （）內為座位數                   |                   |
| 車重（噸）         | 40                                         | 40                                         | 39.6                                         |                                  |                   |
| 極速 （公里/小時） | 100                                        | 100                                        | 100                                          | KiHa 40系：95                    |                   |
| 車門               | 每邊三扇，對開式門寬130公分，底盤高113公分 | 每邊三扇，對開式門寬130公分，底盤高113公分 | 每邊兩扇，單開式門寬101公分，底盤高度113公分 |                                  |                   |
| 座椅配置           | 側式長椅                                   | 側式長椅                                   | 半開放對座式                                 |                                  |                   |
| 廁所               | 無                                         | 無                                         | 有                                           | KiHa 40並未配置廁所              |                   |
| 二氧化碳排放比例   | 約40%                                      | 約40%                                      | 約90%                                        | 將傳統柴聯車的排放量視為100%基準 |                   |
| 蓄電池             | 鋰離子電池 600伏特 95千瓦小時              | 鋰離子電池 600伏特 95千瓦小時              | 鋰離子電池 600伏特 15.2千瓦小時              |                                  |                   |

### 優點

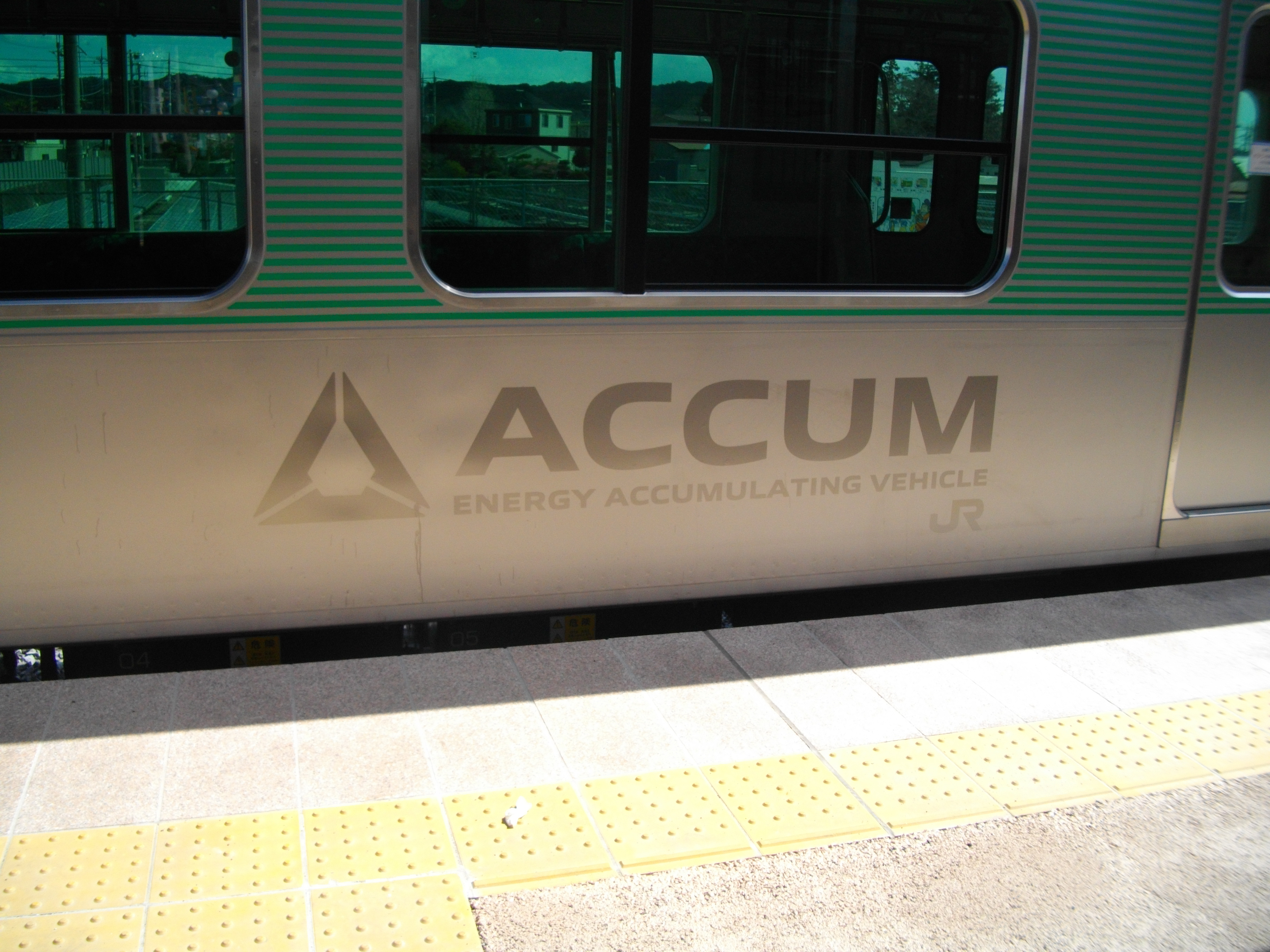
車側標示的「ACCUM」字樣。

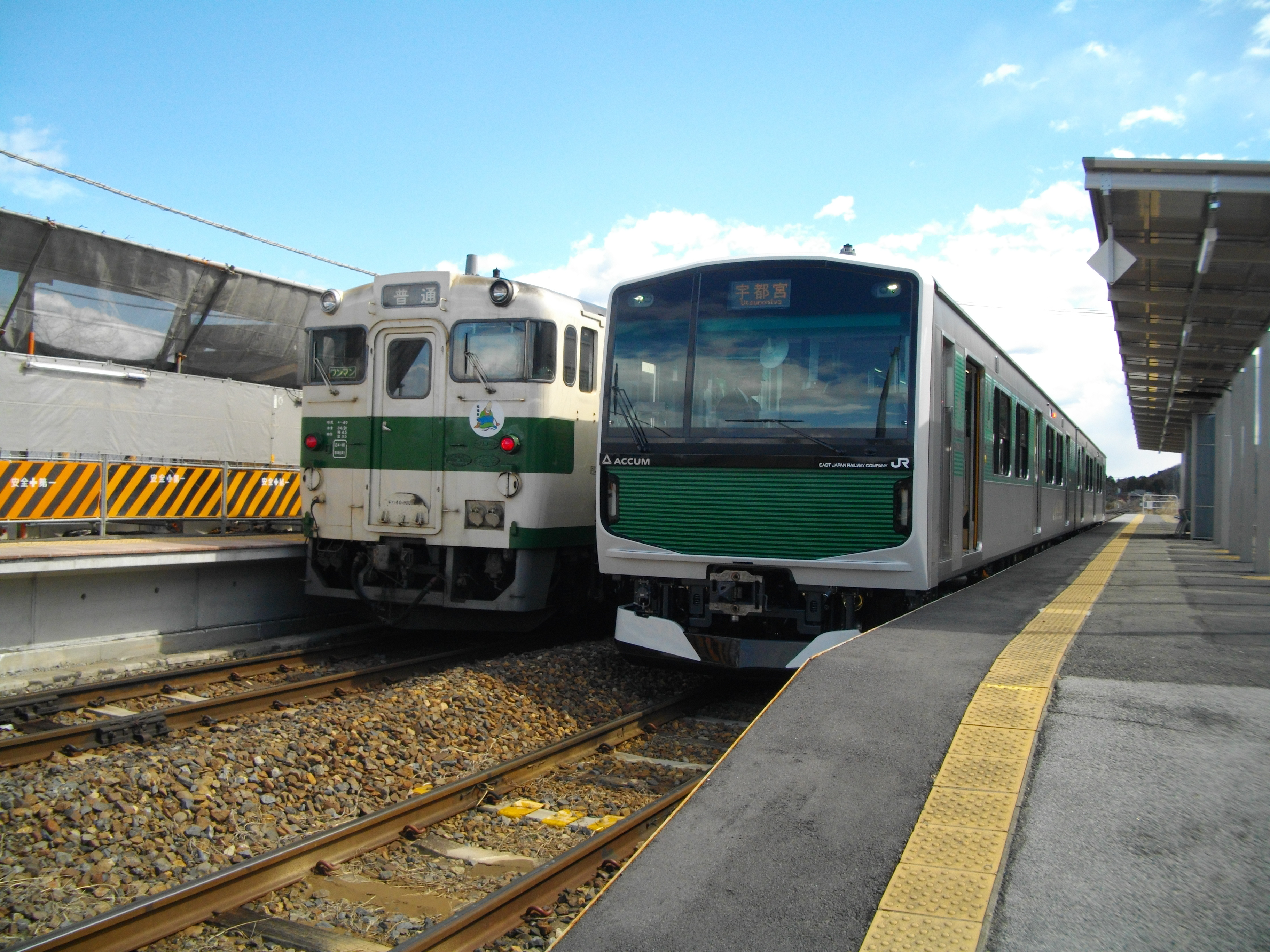
會車中的EV-E301（右）與它將要取代的KiHa 40柴聯車。攝於大金車站內。

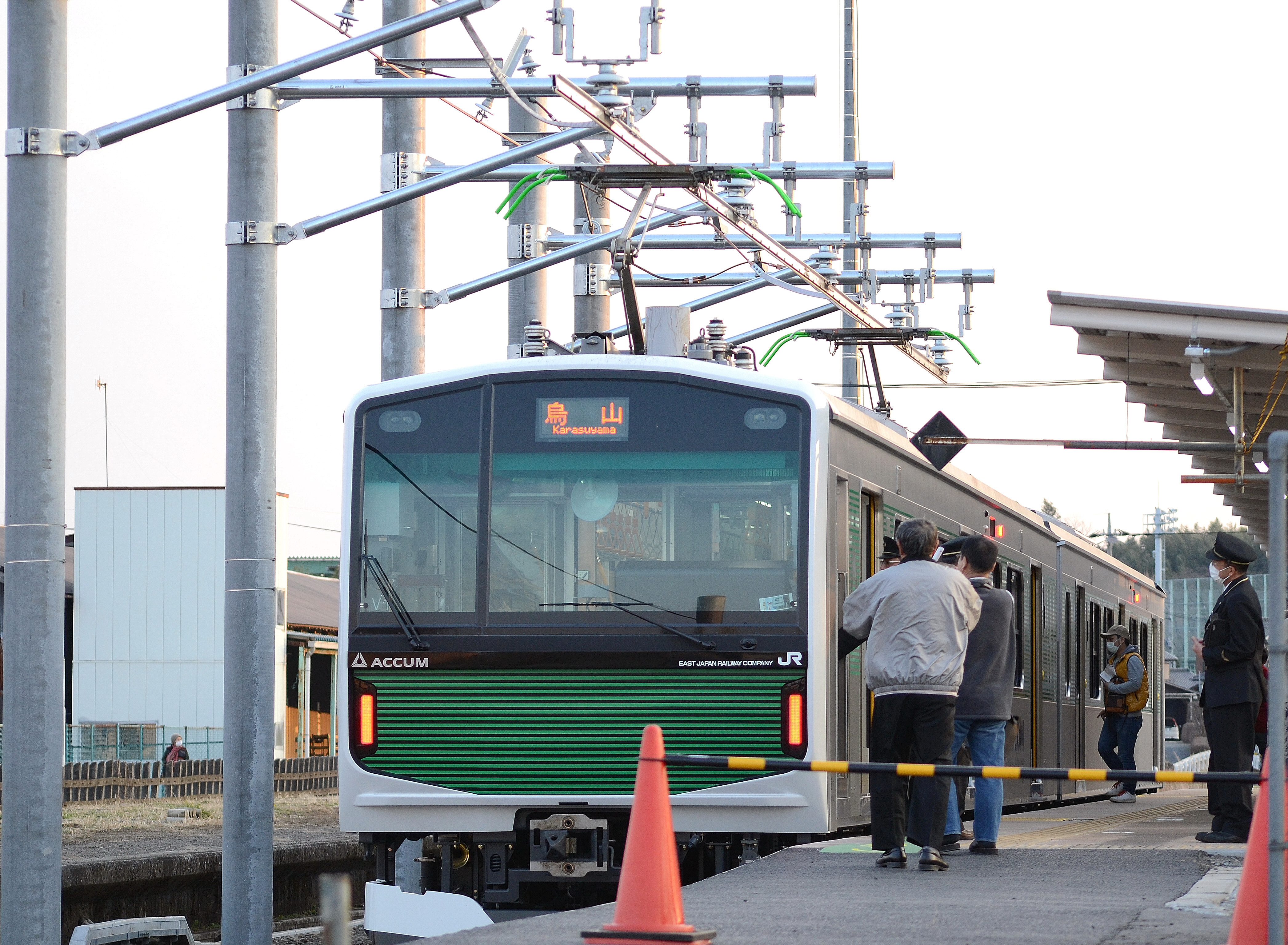
EV-E301系列車抵達烏山車站後，車頂的集電弓升起以利用站內設置的剛性懸掛高架供電線進行充電。EV-E301系V1編組，2014年攝於烏山車站內。

除了上述的車輛調度彈性與鐵路線的建置維護成本外，相較於傳統非電化路線所使用的柴油動力車輛，EV-E301也具有大幅降低燃料消耗、減少碳排放量與其他污染排放的優勢。JR東日本對於非電化路線提出了兩種不同的解決方案，其一是針對全線皆為非電氣化路線的地區所開發的串聯式混合動力柴聯車，另一種就是從EV-E301開始啟用的蓄電池電聯車系統，適合使用於部分電氣化、部分非電氣化的混合路線上。
串聯式混合動力柴聯車的代表性車種包括了最早投入小海線進行實際營運的預產車輛KiHa E200型，與第一款量產化的混合動力列車、行駛於大糸線等路線上的HB-E300系觀光用列車。無論是串聯式混合動力系統還是蓄電池式電力系統，都是利用日益成熟的大容量鋰離子蓄電池這種元件，來提升車輛的運作彈性。

## 營運
JR東日本預計在2014年春時，將兩輛一編組的EV-E301投入實際營運，新車款的啟用路線為全線皆非電氣化的烏山線。之所以選擇烏山線主要理由在於其路線長度適中正好能配合EV-E301所搭載的蓄電池電力，另一個主要考量則是因為烏山線可與已經電氣化的東北本線進行直通運行，利用EV-E301進行電氣化與非電氣化路線的交互營運測試。屆時EV-E301將會行駛於宇都宮至寶積寺之間的東北本線部分路段，與寶積寺至烏山之間的烏山線全線。在確認初期的營運順暢後，JR東日本將會陸續增加列車組的數量，最終已於2017年（平成29年）3月4日起將該線上定期班次使用的柴聯車全都替換為EV-E301。
為了配合EV-E301車系的營運，JR東日本會在烏山車站的站內增設專用的充電設備，讓抵達該站之後會進行折返的列車可以在等待發車時，同時進行快速的充電。為了確保電力消耗的最佳化，EV-E301車上的耗電設備都盡可能採用最節能的設計，例如將車室照明替換成耗電量極低的LED（發光二極體）型式。

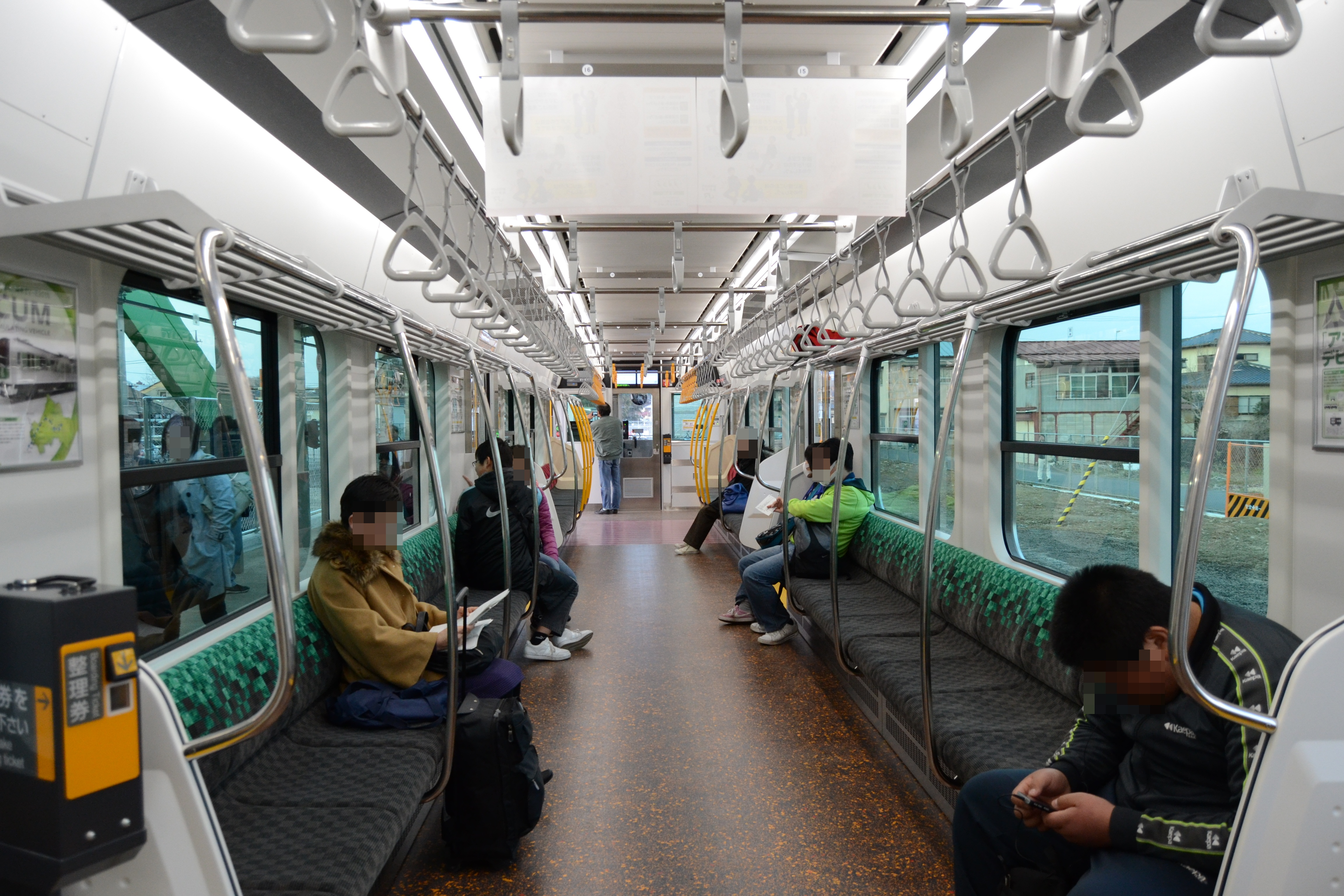
EV-301系的車輛內裝，由於是通勤用列車因此採對座式的長椅設計。

| 開發基礎        | 電聯車                                    | 柴電聯車                                                                              |
| 系統核心元件    | 集電弓、DC/DC變壓器、電動機、鋰離子蓄電池 | 柴油引擎、發電機、電動機、鋰離子蓄電池                                                |
| 前期研究 實驗車 | E995型                                    | KiYa E991型                                                                           |
| 首度實用車型    | EV-E301系                                 | KiHa E200系（試產車） HB-E300系（量產觀光用車）                                       |
| 首度使用路線    | 東北本線、烏山線                          | 小海線（KiHa E200） 信越本線、篠之井線與大糸線（HB-E300觀光快速「ResortView故鄉號」） |
| 首度啟用日期    | 2014年3月15日                             | 2007年7月31日（KiHa E200） 2010年10月2日（HB-E300）                                   |
| 適用路線        | 部分電化路線、中短程通勤路線              | 中長程非電化路線、山區路線                                                            |

## 外部連結
- JR東日本、2014年春から新型車両「EV-E301系」を烏山線に導入 （页面存档备份，存于）（御宅間經濟新聞（おたくま経済新聞））（日語）
- 編集長敬白 - 烏山線にＥＶ-Ｅ301系 （页面存档备份，存于）（鐵道Hobidas）（日語）